# Saint-Baussant
 Saint-Baussant  es una población y comuna francesa, en la región de Lorena, departamento de Meurthe y Mosela, en el distrito de Toul y cantón de Thiaucourt-Regniéville.

## Demografía
| 142 | 82 | 68 | 58 | 57 | 59 |
| Para los censos de 1962 a 1999 la población legal corresponde a la población sin duplicidades (Fuente: INSEE [Consultar]) |    |    |    |    |    |